# AP4E1
AP4E1‏ (Adaptor related protein complex 4 subunit epsilon 1) هوَ بروتين يُشَفر بواسطة جين AP4E1 في الإنسان.